# Vindicación Feminista
Vindicación Feminista fue una revista, editada en España entre los años 1976 y 1979. Fundada por Carmen Alcalde y Lidia Falcón a la muerte de Franco, la dirigía Carmen Alcalde y colaboraron, entre otras, Maruja Torres, Carmen Sarmiento, Inés Alberdi, Isabel Steva -Colita-, Anna Maria Moix, Antonina Rodrigo, Magda Oranich, Núria Pompeia, Montserrat Roig, Pilar Aymerich y Sara Presutto. El primer número de la revista se presentó en Madrid el 13 de julio de 1976.

## Nacimiento deVindicación Feminista
La idea de crear esta publicación fue de Lidia Falcón cuando se encontraba encarcelada en la prisión de Yeserías, imputada por el atentado cometido por ETA en la calle Correos de Madrid. Después de una serie de conversaciones con la periodista Carmen Alcalde, con Anna Maria Moix y con Marisa Híjar, acordaron sacar a la calle una publicación que propiciara el debate, la información y la denuncia sobre la situación de la mujer y que también coordinara las diferentes organizaciones de mujeres. Vindicación Feminista se presentó como una revista autónoma y plural al servicio de todo el movimiento feminista.
Durante dos años, de julio de 1976 a julio de 1978, la revista apareció de forma regular llegando a publicar treinta números en los tres años de su existencia. Aun así tuvo dificultades debido a la Ley de Prensa que todavía se encontraba vigente y, el número 15, sufrió orden de secuestro y tres procesos judiciales. A pesar de estos problemas legales Vindicación Feminista mantuvo su espíritu crítico en temas como la Constitución o la forma de Estado y llegó a ser un referente importante del feminismo durante la transición.  
Las leyes franquistas habían considerado a las mujeres como menores de edad que tenían que pasar de la custodia del padre a la del marido. La mujer tenía que ser servicial, abnegada y sumisa; se le reservaba el rol de ama de casa sometida a la autoridad del hombre y se tenía que dedicar a la cura de los hijos. La dictadura había suprimido las normas republicanas por la igualdad de derechos para legislar contra la mujer.

## Secciones y contenidos deVindicación Feminista
La revista se centró en el análisis de la actualidad a través de artículos, reportajes y entrevistas con las cuales se difundían sus reivindicaciones en defensa de las mujeres. Los temas más presentes fueron los legales, los políticos y los culturales. Se empleaba la ironía, el sarcasmo y la parodia para transmitir un mensaje crítico a través del humor. Una muestra era la sección "Nena, no t'enfilis" a cargo de Anna Maria Moix y en la cual se burlaba de los valores de la familia tradicional.   
Esta publicación apostaba por informar y educar a partir de relatos sobre mujeres luchadoras que habían roto los esquemas tradicionales de la feminidad. Estas historias tenían que servir para acabar con los comportamientos considerados propios de la condición femenina.  

## Redactoras y colaboradoras deVindicación Feminista
En el primer consejo de redacción  aparecían los Colectivos Feministas de Madrid y de Barcelona y feministas a título individual como Empar Pineda, conocida representante del Movimiento Comunista de Cataluña. El núcleo más comprometido en la edición de la revista se reducía a una docena de mujeres. Lidia Falcón actuaba como gerente pero era la principal impulsora y patrocinadora de la publicación; Carmen Alcalde era la directora y redactora de los numerosos textos firmados como Vindicación; Marisa Híjar fue la subdirectora y la encargada de las secciones de política nacional e internacional; Anna Estaño se encargó de la secretaría de redacción y del apartado Hemeroteca; Anna Maria Moix redactó artículos para diferentes secciones de la revista; Encarna Sanahuja y Regina Bayo eran las responsables de la sección Mujeres del Mundo; María José Raqué se encargaba de la crítica de cine, televisión y teatro, tareas compartidas con Gumer Fuentes e Itziar Alberdi, mientras Sara Presutto era la autora de la tira cómica y  Colita (Isabel Steva) la fotógrafa habitual de la publicación. Otras colaboradoras frecuentes fueron: Alicia Fajardo, Soledad Balaguer, Rosa Montero, Victoria Sau, Nativel Preciado, Marta Pessarrodona, Antonina Rodrigo, Carmen Larraburu, Núria Beltrán y Maite Goicoechea.

## El cierre deVindicación Feminista
Al no conseguirse la creación de una comunidad que uniera a todas las activistas, ni la difusión suficiente para garantizar la supervivencia de la publicación, después de veintinueve números y tres años de vida, Vindicación Feminista desapareció porque no era rentable. 
Lidia Falcón, al cerrar esta revista, fundó otra: Poder y Libertad. En 1979 se creó también la editorial Vindicación Feminista Publicaciones, que en 2010 todavía existía y era dirigida por Lidia Falcón y Elvira Siurana.
En 2010 coinciden una exposición sobre esta revista en San Sebastián y el estreno, en el Festival Internacional de Cine y Derechos Humanos de San Sebastián, del documental Vindicación, de Susana Koska, también sobre Vindicación Feminista.